# 头铺镇
头铺镇，是中华人民共和国安徽省蚌埠市五河县下辖的一个乡镇级行政单位。

## 行政区划
头铺镇下辖以下地区：
金岗村、冯刘村、花木王村、大方村、花园村、柿马村、屈台村、官桥村、刘马村、薛林村、郜台村、訾圩村、方台村、陈台村、单台村、凌欧村、安淮村和八岔村。